# Andrea Trinchieri
Andrea Trinchieri (Milano, 6 agosto 1968) è un allenatore di pallacanestro italiano, coach svincolato.

## Carriera
Muove i primi passi allenando le giovanili e la prima squadra della storica società milanese del San Pio X che guida alle vittorie consecutive dei campionati di Promozione e Serie D.
Passa poi a Magenta, per infine approdare all'Olimpia Milano, dove lavora sia con i giovani (5 finali nazionali) che con la prima squadra come assistente dei vari allenatori che in quegli anni si avvicendano alla guida delle scarpette rosse. Nel 2004 viene chiamato alla guida della Triboldi Soresina, che all'epoca era in terza serie, ottenendo la promozione in LegaDue al termine della stagione 2005-06.
Un'altra stagione a Soresina e poi è la volta della JuveCaserta, sempre in Legadue, dove però viene esonerato nel novembre del 2007. La stagione successiva viene messo sotto contratto dal Veroli Basket, nuovamente in seconda serie.
Al culmine di una stagione che lo vede coronato coach dell'anno in LegaDue, riceve una chiamata per allenare la Pallacanestro Cantù. Con Cantù vince per due anni consecutivi, nel 2009-10 e nel 2010-11, il titolo di miglior allenatore di Serie A. Nel suo periodo alla guida dei biancazzurri brianzoli, contribuisce a portare la squadra per due volte in Eurolega oltre che a disputare una finale scudetto, due semifinali scudetto e due finali di Coppa Italia. Nel settembre 2012 sempre con Cantù vince la Supercoppa italiana battendo la Montepaschi Siena al 105 Stadium di Rimini.
Nel gennaio 2013, durante la stagione con Cantù firma un contratto biennale con la Federazione greca come allenatore della Grecia.
Nell'estate del 2013 passa all'UNICS Kazan', squadra del massimo campionato russo e la porta alla vittoria in Coppa di Russia e in semifinale di VTB United e in finale di Eurocup.
Per la stagione 2014-15 sceglie di cambiare e di allenare Brose Bamberg in Bundesliga, squadra con la quale raggiunge gli ottavi di finale di Eurocup e la finale di Coppa di Germania, prima di laurearsi campione di Germania il 21 giugno 2015, dopo aver sconfitto il Bayern München per 3-2 in finale di playoff.
L'anno successivo bissa la vittoria del campionato battendo in finale il Ratiopharm Ulm per 3-0, oltre a finire i play-off da imbattuto. Nella stagione 2016-17, Trinchieri guida il Bamberg dapprima alla conquista della Coppa di Germania e poi alla terza vittoria consecutiva del campionato. Meno lusinghiero il bilancio in Euroleague, dove la squadra termina la stagione al tredicesimo posto non riuscendo a qualificarsi per i playoff.
Il 19 febbraio 2018 viene sollevato dall'incarico di allenatore del Brose Bamberg dopo che la squadra aveva perso 12 delle ultime 15 partite uscendo dal giro play-off sia nella Bundesliga che nell'Euroleague.
Dal 1º novembre 2018 inizia ufficialmente la nuova avventura alla guida degli ex campioni d'Europa del 1992, il Partizan Belgrado. Il 17 febbraio 2019 vince con il Partizan, la Coppa Radivoj Korać, bissando il risultato l'anno successivo.
Il 15 luglio 2020 fa ritorno in Germania, firmando per i tedeschi del Bayern Monaco. Nella sua prima stagione a Monaco di Baviera, Trinchieri arriva in finale di Bundesliga, venendo però sconfitto per 3-1 dall'Alba Berlino. Nella stessa stagione, Trinchieri porta la sua squadra ai play-off di Eurolega, venendo però sconfitto dalla Olimpia Milano per 3-2.
Grazie ai risultati ottenuti, il 22 giugno 2021, Trinchieri prolunga il suo contratto con il Bayern Monaco per altre due stagioni.
Il 30 dicembre 2023 viene ufficializzato un accordo biennale con i lituani dello Zalgiris Kaunas.
Dopo aver vinto il campionato lituano, il 25 giugno 2025  rescinde il contratto con il club baltico.

## Palmarès

### Squadra
- Coppa Italia di Legadue: 1

Basket Veroli: 2009
- Supercoppa italiana: 1

Pall. Cantù: 2012
- Coppa di Russia: 1

UNICS Kazan: 2013-2014
- Campionato tedesco: 3

Brose Bamberg: 2014-2015, 2015-2016, 2016-2017
- Supercoppa tedesca: 1

Brose Bamberg: 2015
- Coppa di Germania: 3

Brose Bamberg: 2017
Bayern Monaco: 2020-2021, 2022-2023
- Coppa di Serbia: 2

Partizan Belgrado: 2019, 2020
- Coppa di Lituania: 2

Žalgiris Kaunas: 2023-2024, 2024-2025
- Supercoppa ABA Liga: 1

Partizan Belgrado: 2019
- Campionato lituano: 1

Žalgiris Kaunas:  2024-2025

### Individuale
- Miglior allenatore del Campionato di Legadue: 1

Veroli: 2008-2009
- Miglior allenatore della Serie A: 2

Pall. Cantù: 2009-2010, 2010-2011
- ULEB Eurocup Coach of the Year: 1

UNICS Kazan': 2013-2014